# Liste von Klöstern im Libanon
Die Liste von Klöstern im Libanon führt gegenwärtige und ehemalige Klosteranlagen im heutigen Libanon auf.

## Maronitische Klöster
(Sortiert nach Gründungsjahr als maronitisches Kloster, oft vorher von einer anderen Kirche genutzt)
- Kloster Johannes der Täufer in Richmaya, 1706
- Kloster Heiliger Antonius der Große in Sir, 1707
- Kloster Antonius der Große in Qozhaya im Wadi Qadischa, 1708
- Kloster Unserer Lieben Frau von Tamich in Beit-ach-Chaar, 1727
- Kloster Unserer Lieben Frau von Machmouché, 1736
- Kloster Heiliger Joseph von Bourdj in Dbayé, 1746
- Kloster Antonius der Große in Houb, 1749
- Ontoch Heiliger Arthemius in Ajaltoun, 1751
- Kloster Heiliger Michael in Bhersaf, 1756
- Kloster Heiliger Michael in Bnabil, 1756
- Kloster Heiliger Georg in Nahmé, 1757
- Klosfer Heiliger Moses von Äthiopien in ad-Douar, 1757
- Kloster Heiliger Maron in Bir-Snein, 1757
- Kloster Heiliger Elias un Kahlouniyé, 1766
- Kloster Unserer Lieben Frau in Mayfouq, 1766
- Kloster der Heiligen Kyprian und Justin in Kfifane, 1766
- Ontoch Heiliger Johannes und Markus in Byblos, 1766
- Kloster Notre Dame des Secours in Byblos, 1770
- Kloster Heiliger Antonius der Große in Zahlé, 1771
- Ontoch Heiliger Joseph in Baskinta, 1771
- Kloster Heiliger Abda in Maad, 1773
- Kloster Heiliger Antonius von Padua in an-Nabeh Beit Chabab, 1785
- Kloster Heiliger Techle in Wadi Chahrour, 1788
- Ontoch Heilige Thekla in Mrouj, 1792
- Ontoch Heiliger Joseph in Mteyn, 1798
- Kloster Heiliger Joseph in Bane, 1806
- Ontoch Heiliger Georg in Maalaqa, 1811
- Ontoch Heiliger Georg in Ablah, 1811
- Kloster Heiliger Maroun in Annaya, 1814
- Kloster Heilige Sergius und Bacchus in Qartaba, 1815
- Konvent Mariä Verkündigung in Zouk Mikael, Frauenkloster, 1836
- Kloster Heiliger Jakobus in al-Hosn Douma, 1840

## Griechisch-orthodoxe Klöster
Erzbistum Beirut
- Katharinenkonvent in Zahrat El-Ihssan, Ashrafieh
- Theotokos-Kloster in Ashrafieh

Erzbistum Berg Libanon
- Kloster Deir el Harf[1]
- Kloster Hamatoura[2]
- Kloster Deir Mar Mikhael Al-nahr[3]
- Kloster Johannes der Täufer[4]
- Kloster St. Siluan der Antonit[4]
- Kloster Johannes der Täufer in Douma[5]

Erzbistum Nord-Libanon
- Konvent St. Jakobus der Perser in Dedde
- Sankt-Demetrios-Kloster in Kousba
- Kloster Notre-Dame de la Fervente Intercession in Bedebba-El-Horsh
- Konvent Notre-Dame d'En-Natour in Enfeh[6]
- Elia-Kloster in Kefrkahel
- Kloster Unserer Lieben Frau in Bkefteen
- Sankt-Georgskloster Al-Qufr in Amioun

Erzbistum Akkar
- Peter-und-Paul-Kloster in Bezbina
- Prophet-Elia-Kloster in Jebrayel
- Sankt-Sergios-und-Bakchos-Kloster in Bino
- Kloster Sankt Doumet in Rimah

Erzbistum Tyr und Sidon
- Kloster Sankt Mama

Klöster des Patriarchats
- Liebfrauenkloster Balamand
- Elia-Kloster in Shoueir

## Armenisch-katholische Klöster
- Kloster Bzommar

## Römisch-katholische Klöster
Barfüßerorden der Karmeliter
- Kloster Mar Alischa' im Wadi Qadischa (gemeinsam mit Maroniten)

## Ehemalige Klöster

### Römisch-katholische Klöster
- Maria-Magdalenen-Kloster (Tripoli), Zisterzienser, 11./12. Jahrhundert
- Kloster Sanctus Sergius in Jbeil, 13. Jahrhundert
- Kloster Unserer Lieben Frau von Sayyidat Hawqa im Wadi Qadischa, 12./13. Jahrhundert
- sowie weitere Kreuzfahrer-Klöster, die heute von Maroniten genutzt werden